# メアリー・ディレイニー
メアリー・ディレイニー（Mary Delany、結婚前の名、Mary Granville、1回目の結婚後の名、Mary Pendarves、1700年5月14日 -  1788年4月15日）はイギリスのペーパークラフト作家、画家、園芸家である。作家のジョナサン・スウィフトや作曲家のゲオルク・フリードリヒ・ヘンデルらの知人とかわした書簡集を出版したことでも知られる。

## 略歴
ウィルトシャーのCoulstonで生まれた。曽祖父が軍人のベヴィル・グランヴィル(Bevil Granville)で、叔父に政治家で劇作家の初代ランズダウン男爵、ジョージ・グランヴィル(George Granville, 1st Baron Lansdowne)がいる。幼い頃、家族はロンドンに移り、おばのスタンリー夫人と暮らし、婦人から英語やフランス語、歴史、音楽、裁縫、ダンスなど王室の女官となる教育を受けた。10歳の時にメアリーはロンドンを初めて訪れたヘンデルと出会い、手紙のやりとりや、ヘンデルへの支援はヘンデルの没する1759年まで続いた。1714年にアン女王が没して、ステュアート朝が断絶し、王室内の勢力関係が変わると、グランヴィル家はグロスタシャーに移り、政治から離れた。17歳の時に叔父の意向で、60歳の政治家で裕福な地主のアレクサンダー・ペンダーブス(Alexander Pendarves)と結婚した。コーンウォールの夫の屋敷で過ごし、1721年に夫婦でロンドンに戻った。1726年に夫は没するが、遺産は継承できなかった。ロンドンでは後にブルー・ストッキング・ソサエティ(Blue Stockings Society)と呼ばれる知的な女性のなかで過ごすことになった。アイルランドの牧師で金持ちの未亡人と結婚し、文学的な趣味人として過ごしていた、パトリック・ディレイニーと知り合い、ディレイニーの妻が1741年に没した後、1743年に結婚した。1744年に夫がアイルランド教会の要職、ディーン・オブ・ダウンに就任した後はアイルランドのダブリンに住んだ。ダブリンでは夫と園芸などを楽しんだ。植物学者のジョゼフ・バンクスやダニエル・ソランダーとも知り合った。1761年に出版された6巻の書簡集は、貴族や作家のスイフト、作曲家のヘンデルとの書簡が収められていて貴重な資料となっている。2度目の夫は1768年に没した。
紙細工による、花のオブジェで知られていて、これは現在大英博物館に展示されている。70歳を過ぎてから製作が始められ、視力を失う88歳になるまで985の紙による花の模型が作り上げられた。

## ディレイニーの紙細工による花の模型

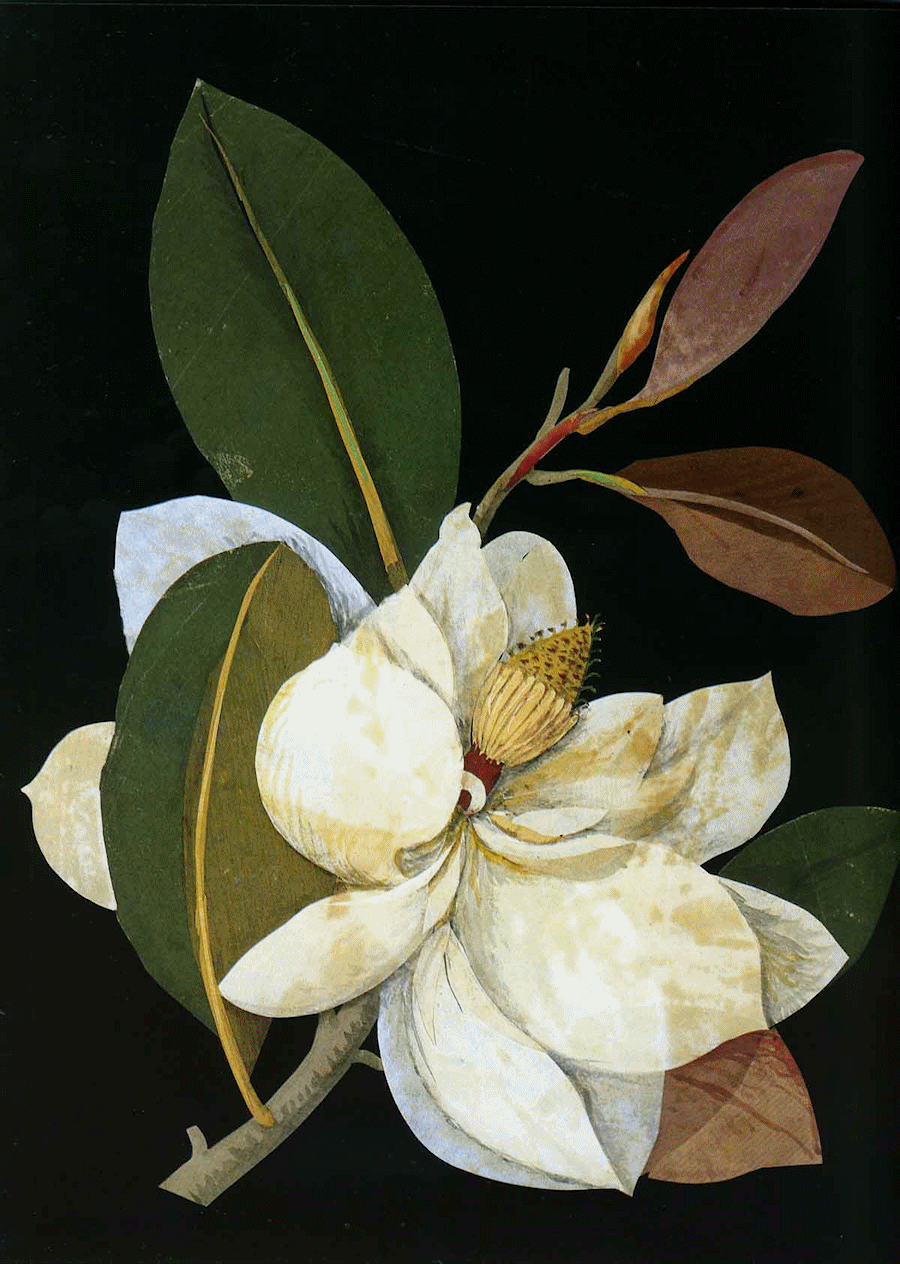
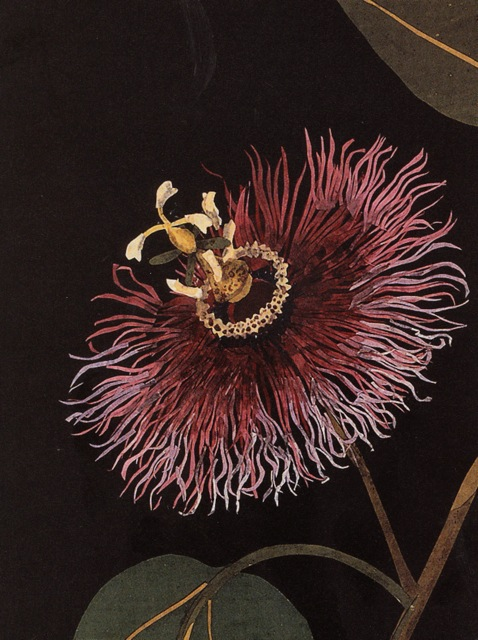
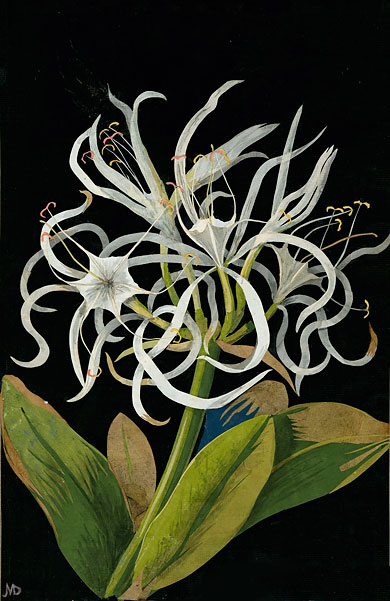
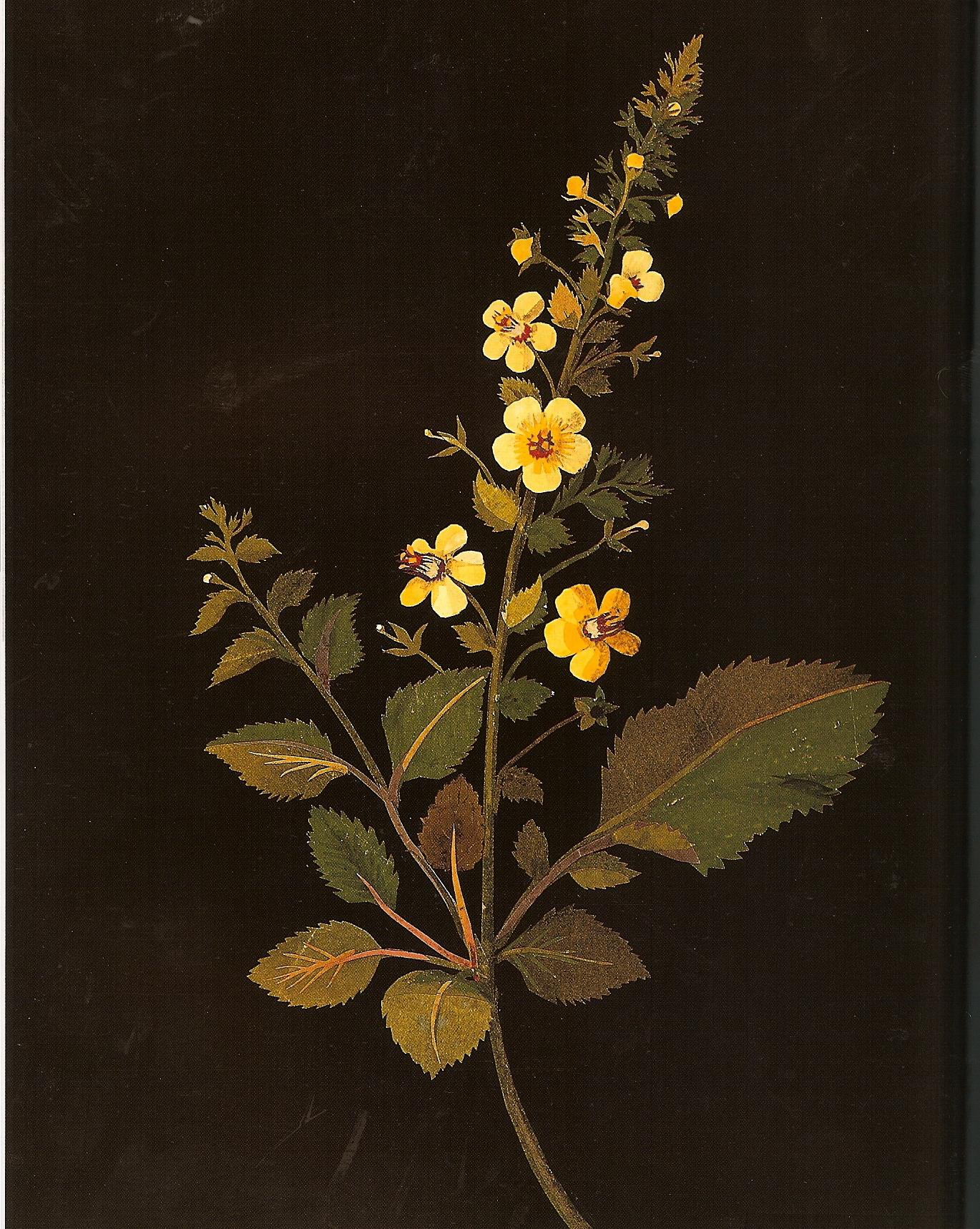
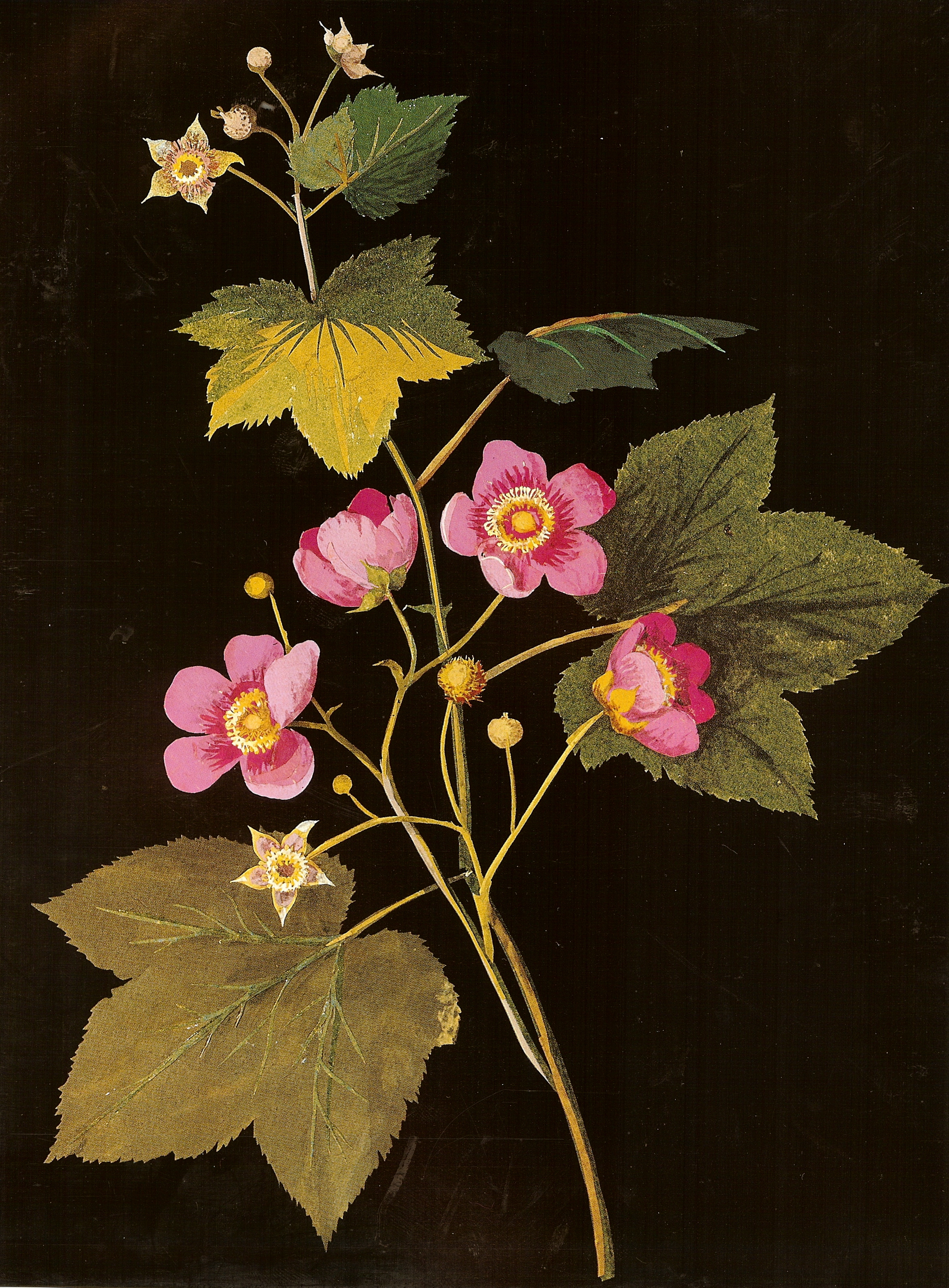